# Masaru Emoto
Masaru Emoto (江本 勝 'Emoto Masaru'?, Yokohama, 22 de julio de 1943 − Tokio, 17 de octubre de 2014) fue un autor japonés conocido por sus afirmaciones de que las palabras, oraciones, sonidos y pensamientos dirigidos hacia un volumen de agua influirían sobre la forma de los cristales de hielo obtenidos del mismo. Según Emoto, la apariencia estética de los cristales dependería de si las palabras o pensamientos sean positivos o negativos.
Las afirmaciones de Emoto están consideradas como pseudocientíficas y es ampliamente criticado por sus afirmaciones que violan claramente las leyes de la física por emplear métodos inapropiados para refrendarlas.

## Biografía
Emoto se graduó en relaciones internacionales por la Universidad Municipal de Yokohama (Departamento de Ciencias y Humanidades). También se graduó como doctor en medicina alternativa en 1992 por la universidad abierta internacional de medicina alternativa de India, una institución no acreditada para expedir títulos válidos.
Investigó en como la mentalidad de las personas influenciaba en la curación parcial o total de las enfermedades

## Trabajo en cristales de agua y críticas
Los experimentos de Emoto consisten en exponer agua en recipientes a diferentes palabras, dibujos o música y entonces congelarla y examinar la estética de los cristales resultantes mediante fotografías microscópicas.
El punto esencial de las teorías de Emoto consiste en que "El pensamiento humano, las palabras, la música, las etiquetas en los envases, influyen sobre el agua y ésta cambia a mejor absolutamente. Si el agua lo hace, nosotros que somos 70-80% agua deberíamos comportarnos igual. Debería Ud. aplicar mi teoría a su vida para mejorarla". La prueba que aporta Emoto, para convencer a las personas, es la superior belleza de los cristales de hielo extraídos de agua "tratada" en sus experimentos frente a la baja belleza de los de agua "no tratada". Los creyentes en Emoto, por tanto, aceptan que mentalmente o por la palabra se puede influir en la estructura o propiedades de una sustancia química como el agua. Y que dicha influencia (extraordinariamente positiva) pasaría del agua al cuerpo humano posteriormente al ingerirla. Las afirmaciones de Emoto contienen otras afirmaciones discutidas, como que materias como el arroz (y en general las materias orgánicas inanimadas) se comportan de la misma manera descrita para el agua y que las maneras de inducir estos cambios abarcan más posibilidades.
Sin embargo, no existe ningún mecanismo conocido ni hipotético para que esto suceda, y Masaru Emoto no ha aportado ninguna prueba científica a favor.
Emoto ha recibido críticas por no aplicar suficientes controles a sus experimentos y por no compartir suficientes detalles con la comunidad científica. Además, Emoto ha sido criticado por diseñar sus experimentos de forma que sea posible que el error humano influya en los descubrimientos.
En el trabajo diario del grupo, preferir la creatividad de los fotógrafos al rigor experimental es una política explícita de Emoto, quien reconoce que no es un científico y los fotógrafos reciben instrucciones de obtener las fotografías más placenteras.
James Randi, fundador de la Fundación Educativa James Randi, ha ofrecido públicamente en 2003 a Emoto un millón de dólares si sus resultados se pueden reproducir en un estudio de doble ciego. Emoto, en una entrada de octubre de 2007 en su blog (https://web.archive.org/web/20150524011218/http://www.masaru-emoto.net/newemoto2/index200710.html), admite que recibió la invitación de James Randi, pero que no contestó (でも、特にご返事も差し上げていません). También afirma que es imposible realizar un experimento científico que sea aprobado por los científicos[cita requerida]. Dice que lo que está haciendo no se puede llamar ciencia, todavía[cita requerida]. Dice que todavía está en el nivel de arte o fantasía.[cita requerida] También dice que le gustaría que fuese probado por los científicos reales en un próximo futuro.[cita requerida]

## Experimento Emoto-Radin 2006
Con el objetivo de anular las críticas y obtener reconocimiento científico a sus ideas Emoto publicó en 2006 en colaboración con Dean Radin en la revista «Explore: The Journal of Science & Healing», revista de pseudociencia que ha sido descrita como "impostura disfrazada de revista científica", un documento llamado «Double-Blind test of the effects of distant intention on water» (Test doble ciego de los efectos de la intención a distancia sobre el agua). En este test unas 1800 personas según los experimentadores, realizaron en Tokio una "sugestión" ("intention" en inglés) para tratar dos botellas de agua mineral localizadas a unos 8000 kilómetros de distancia en California. Para ello les fueron mostradas una foto de las botellas y una vista de Google Earth con el camino entre Tokio y la sede donde estaban las botellas. Posteriormente dichas botellas "tratadas" y otras dos iguales de control, guardadas a unos pisos de distancia en el mismo edificio, fueron enviadas a Emoto para que aplicara sus métodos habituales de obtención de fotografías de cristales de hielo y de la evaluación de su belleza. Emoto obtuvo un valor de "belleza" media de 24 fotos de cristales del "agua tratada" de 2.87 sobre 6, mientras que el de las 16 fotos de agua "no tratada" fue de 1.88.
Este experimento tiene fallos de diseño que lo invalidan como científicamente correcto. El principal es que se permite una fuente inaceptable de sesgo y subjetividad al obtener las fotografías, que luego se evalúan y producen directamente los resultados finales del experimento, por medio de un fotógrafo que las produce mediante la búsqueda de cristales en la muestra. El propio Emoto admite en sus escritos que su sistema de trabajo normal consiste en obtener 50 fotografías de una muestra, obteniendo desde cristales regulares y atractivos a cristales muy poco atractivos, para elegir luego, personalmente, aquella que él cree que representa el espíritu de la muestra. Hacer lo mismo, obteniendo un cristal entre muchos otros existentes, según opine una persona, no es aceptable para la ciencia. Es el fotógrafo el que produce los resultados del experimento, entendiéndose que si se cambia de fotógrafo los resultados serían distintos. La enorme importancia de este punto se verá claramente con un nuevo experimento de 2008 en el que obtiene valores opuestos a sus tesis al tratar de repetir este mismo experimento pero prescindiendo de la subjetividad del fotógrafo.
La realización de 24 fotos del agua "tratada", pero solo 16 del agua "no tratada" no es aceptable tampoco para la ciencia. Una interpretación de los partidarios de Emoto sería que al ser "más bonitos" los cristales, el fotógrafo sacó más fotos. Una interpretación científica sería que tal subjetividad obteniendo más o menos valores de cada muestra, por decisión subjetiva, es inaceptable.
En un estudio buscando replicar, bajo condiciones científicas, sin conseguirlo, a Emoto en https://web.archive.org/web/20180808003046/http://is-masaru-emoto-for-real.com/. La traducción de la conclusión, realizada por (http://lamultidimensionalidad.blogspot.com/2009/11/un-cientifico-comprobando-lo-de-emoto.html)es la siguiente :
Después de revisar exhaustivamente los métodos de investigación y los resultados de Emoto, he llegado a creer que el Dr. Emoto está ofreciendo pseudociencia a las masas con el pretexto de defender la investigación. Sólo el tiempo y la revisión por otros se podrá saber si hay alguna verdad en el corazón del Sr. Emoto, en el fondo Emoto cree en sus conclusiones, pero no le da el valor al método científico o al de comunidad. Lo que es verdaderamente temible es el gran número de personas aceptan sus palabras como hechos probados sin mirar más adentro para determinar si sus reclamaciones son realmente justificadas. Mientras respeto los deseos del Dr. Emoto de salvar la Tierra de la contaminación del agua y la contaminación en general, a menos que él pueda producir un documento científico y publicado en una revista científica, creo que va a seguir siendo ignorado por la comunidad científica, y sus pretensiones nunca podrán ser sólidamente demostradas o refutadas.
La constatación de que las fotos de todas las muestras obtienen "puntuaciones" similares si no se involucra la selección humana en su obtención, como probará el experimento del propio Emoto en 2008, así como el error procedural de obtener un 50% más de fotos del agua tratada, cuando no hay ningún motivo que apoye esta diferencia, arroja dudas sobre si el fotógrafo estaba realmente "ciego" respecto a qué muestra era "tratada" y cual no.

## Experimento Emoto-Radin 2008
Dado que el experimento de 2006 justificó aún más las críticas de la comunidad científica, ya que se lo intentó hacer pasar por científico cuando la documentación mostraba graves carencias en sus garantías, Dean Radin y Emoto publicaron en 2008 un nuevo experimento en Journal of Scientific Exploration, 22(4), 481-493. Esta revista tiene como primer objetivo "ser un foro profesional para la presentación, la crítica y debate sobre tópicos que por varias razones son ignorados o inadecuadamente estudiados dentro de la ciencia". El documento es "Effects of Distant Intention on Water Crystal Formation A Triple-Blind Replication" (Efectos de la intención a distancia sobre la formación de cristales de agua Una replicación triple ciega).
El objetivo es siempre el mismo: (A) plantear un experimento impecablemente diseñado que (B) arroje los resultados previstos por la teoría de Emoto. Se perfecciona mucho el diseño y la ciencia no plantea objeciones al mismo, lo acepta inicialmente como "suficientemente" científico. Se cumple "A". Pero no se obtiene "B", los resultados buscados por Emoto, sino los resultados previstos por la ciencia. El experimento del 2008 es formalmente idéntico al de 2006, pero eliminando la obtención de fotografías mediante un fotógrafo "que las busca en la muestra" y reemplazándola por la fotografía mecánica del mismo sitio, el vértice, para todas ellas, la principal objeción planteada anteriormente.
En ambos experimentos de 2006 y 2008 Emoto documentó detalladamente todo lo que había hecho, suministrando él mismo las pruebas necesarias para fundar las posteriores críticas científicas. La lectura del de 2006 manifestaba claramente la selección subjetiva de imágenes, un defecto fundamental que anulaba cualquier resultado obtenido. Si no hubiera él mismo avalado y firmado esos documentos, la ciencia tendría muy pocos materiales para construir una crítica documentada, que es el problema habitual con casos similares en donde la vaguedad de los experimentos dificulta cualquier crítica. Emoto dio la documentación necesaria para conocer los detalles de sus intentos de acreditar científicamente sus teorías y así detectar fácilmente sus fallos. El motivo para realizar el experimento 2008, sabiendo que la ciencia predice que será exactamente como fue, es clarificador sobre el nivel de autoconvencimiento en sus teorías o de deseo de promoción de las mismas de Emoto. En realidad Emoto mismo constató y documentó que el mejor y más completo experimento científico orientado a la prueba de sus teorías les negaba validez, y esto era, salvo para ellos, lo esperado.
El experimento consistió en distribuir 6 botellas de agua mineral de la marca "Fuji" en tres grupos de dos. Dos de ellas se "trataron" mediante la "intención o sugestión" de tres grupos (1000, 450 y 500 personas) radicadas en tres lugares de Alemania en tres sesiones en diferentes días. Otras dos actuaron como "controles próximos" y estaban debajo de la mesa que sostenía las botellas a tratar. Las restantes dos actuaron de "controles lejanos" y estaban en otro piso del mismo edificio. Los creyentes en las tesis de Emoto fueron ayudados con una foto digital real de las botellas con la leyenda "oración por el agua" y una ruta en fotos de Google Earth desde diferentes lugares de Alemania, donde estaban las personas, al punto de los Estados Unidos donde estaban las botellas. En un intento por conseguir que la "intention" tratara el agua en condiciones en las que científicamente es imposible hacerlo, las botellas a tratar y las de control próximo fueron colocadas en una habitación blindada electromagnéticamente (jaula de Faraday).
Las seis botellas fueron etiquetadas para su tratamiento en el laboratorio de Emoto de manera que desconociera qué botellas eran de cada grupo. Se colocó una gota de agua en 50 platos de Petri por botella (300 muestras en total). Se congelaron con distribución aleatoria dentro del congelador a -25 grados centígrados durante al menos 3 horas. Se colocaron bajo un microscopio en la sala habitual de Emoto refrigerada a -5 grados centígrados y un operador obtuvo una única foto por muestra del vértice de la gota, el punto de mayor formación habitual de cristales, hubiera o no hubiera cristales allí. Este experimento se hizo mencionando explícitamente en su realización que se intentaba probar que los cristales eran más bonitos, no que hubiera más cristales en el agua tratada That is, the intentional hypothesis was not that more crystals would form due to intention, but rather that crystals that did form would appear to be more beautiful in the treatment condition vs. the proximal control condition (la hipótesis no es que se forman más cristales debido a la "sugestión", sino que aquellos cristales que se formen serán más bonitos en el agua tratada que en el agua de control próximo) (pag 6/11, segundo párrafo).
Este punto mejoró la objetividad, que era nula en el experimento de 2006. Posteriormente las 300 fotos fueron valoradas en cuanto a su belleza del 0 al 6 por 2.579 pruebas a través de Internet a razón de 50 fotos cada prueba, mostradas aleatoriamente. Cada foto recibió una media de 430 valoraciones. Estas fotos y los programas de valoración se encuentran todavía activos a diciembre de 2009 en Internet.
Las fotos correspondientes al agua "tratada" recibieron una valoración media de 1.8, las del agua de "control próximo" de 1.6 y las del agua de control distante de 1.9. Con los cambios introducidos en el experimento, del agua "tratada" ya no se obtienen cristales considerados más bonitos sino que se encuentra en medio de las muestras de control, con precisamente la muestra "de control distante" con mejor media (1.9 frente a 1.8). Por otro lado todos los valores se encuentran en un rango (1.9-1.6) mucho más estrecho que el rango del experimento de 2006 (2.87-1.88), publicitado como un gran éxito de las teorías de Emoto. Casualmente, la media de todas las valoraciones (1.9+1.8+1.6)/3 = 1.77 se encuentra muy cerca de la media obtenida para los cristales de agua no tratada del experimento de 2006 (1.88) y no existen prácticamente valores de los que se pudiese extraer una media de 2.87 como se extrajo de los valores del agua "tratada" en 2006. Solo un 10% (unos 30 o menos) de las evaluaciones de 2008 obtuvieron una valoración superior a 2.87. La explicación obvia para explicar esto sería que la utilización de un fotógrafo que busca los cristales para fotografiarlos (2006), en vez de una mera foto de la muestra (2008), es capaz de encontrar cristales que obtienen alta puntuación posteriormente, ya que es el único cambio significativo entre ambos experimentos. Se pretendía probar lo contrario, que sea mediante elección por el fotógrafo como por elección mecánica neutral, los cristales de distintas muestras presentaban diferencias. El experimento prueba lo contrario a lo "esperado".
Es especialmente significativo que en este "paper", la hipótesis excluya que los cristales de agua tratada deberían ser también más bonitos que los de control lejano, como cabría esperar inicialmente. El agua tratada debería superar a los dos controles previstos, no solo a uno. Dean Radin en su blog, proporciona algunas explicaciones no satisfactorias para ello. El hecho probado en 2008, de que en condiciones de neutralidad en la obtención de la fotografía, solo 1 de cada 10 fotos obtiene un resultado estético superior a la media de las 24 fotografías de agua tratada del experimento de 2006, no hace más que reforzar la hipótesis de que para obtener una diferencia de valor medio tan elevada en 2006, es necesario "buscar intensamente" cristales bonitos en las muestras de hielo y que el valor "medio" de belleza para cristales fotografiados al azar se encuentra sobre 1.77-1.88 sobre 6. La medición automatizada del contraste de las fotografías obtenidas también arrojó una medición uniforme sin indicar mayor o menor contraste en ninguna de las tres categorías de muestras usadas. Por otro lado, si se propone que se forman cantidades similares de cristales, pero que según la muestra unos son más bellos que otros ¿cuál es la razón de obtener 24 fotografías de una muestra y 16 de la otra si existen números comparables de cristales?
Existen críticas sobre el método estadístico (test de una cola/vía) usado en el experimento en vez del test de dos vías o colas usado habitualmente en experimentos científicos. Si un test de doble cola hubiese sido usado, los valores estadísticos obtenidos (1.6-1.9) no tendrían significación alguna. Los "positivos" habrían quedado dentro de los márgenes de no significación del test. El test de una cola disminuye el rigor para considerar que un valor estadístico.

## Justificación al fracaso de la teoría de Emoto
En el propio texto del experimento de 2008, se hace parecer que el experimento es un éxito de la siguiente manera:
Los resultados sugieren que las imágenes de cristales en condición de intencionalmente tratados fueron evaluados como estéticamente más bonitos que los cristales de control próximo (p=0,03, one-tailed). Este resultado replica los resultados de un test piloto anterior
Esto significa quedarse con la parte del experimento que coincide con las tesis que se desean probar, silenciando las que no coinciden. Pasa por alto que si bien eso es cierto, no es cierto que los valores de los cristales tratados sean también superiores a los de los de control lejano, como debería. La teoría predice que serán más altos en ambos casos, no en uno de ellos, de lo cual no hay ninguna mención explícita. Por otro lado ¿Por qué en 2008 la diferencia de más de un 50% en los valores "tratado vs. no tratado" se reduce a un 6% en este experimento? Los valores de todas las muestras (la tratada, control próximo, control lejano) se encuentran en un abanico del 1.6 al 1.9, esto es en un margen del 12% de diferencia entre la menor y la mayor, puede que dentro de los valores estadísticos de dispersión normales.
Dean Radin, basándose en el planteamiento anterior, opina que el millón de dólares ofrecido por Randi les debería ser pagado, ya que han demostrado en condiciones científicas que los pensamientos hacen cambiar al agua (véase "critica de Dean Radin a Wikipedia").
En (Journal of Scientific Exploration Vol. 22, n.º 4, pp. 481–493, 2008) se justifican los resultados de 2008 de la siguiente manera.
"En cualquier experimento que involucre la sugestión, las sugestiones de los "investigadores" no pueden ser claramente aisladas de aquellas de los participantes lo cual constriñe como uno puede interpretar adecuadamente los resultados. Además, hay muchos grados de libertad no controlados en este experimento que podrían haber permitido la aparición de efectos "sugestionales no buscados". Todos involucran decisiones humanas como por ejemplo seleccionar seis botellas específicas de una gran cantidad de botellas disponibles, asignar aleatoriamente dichas botellas a tres condiciones, seleccionar y preparar las gotas de agua, colocar las muestras de gotas dentro del refrigerador, buscar y fotografiar cristales de hielo en las gotas congeladas de agua a diferentes niveles de aumento, elegir un algoritmo de procesamiento de imagen para obtener una medida del contraste de la imagen de entre un numeroso grupo de ellos, y así sucesivamente".
Hay por tanto dos interpretaciones alternativas para un mismo resultado. Se dice inicialmente en el propio "paper" del experimento que ha probado la tesis buscada y posteriormente se justifica que todo el experimento está afectado por "problemas" que hacen que no se sepa si es un éxito o un fracaso.
Se establece además una pretensión global de que eventos incontrolables pueden hacer ininterpretables los resultados. Algunas preguntas aparecen inmediatamente para las mentes científicas, algunas de ellas, abiertas a la contestación por los autores serían:
- ¿Se sabía antes de empezar o es una explicación creada cuando se obtuvieron resultados opuestos a la teoría que se deseaba probar?
- ¿Es acertado hacer el experimento si sabemos de antemano que podría pasar cualquier cosa debido a que hay siempre varias hipotéticas "sugestiones" operando simultáneamente que podrían producir resultados de cualquier tipo, que además no sabríamos interpretar adecuadamente, y sin expresar este problema en la preparación previa?
- ¿Significa esto que ningún nuevo experimento en esta área será posible, ni nunca fue posible, ya que es imposible disociar esas sugestiones paralelas que se producen "siempre"?
- Paralelamente, si aceptamos que "no sabemos como interpretar adecuadamente" los resultados que se obtengan, el caso que nos ocupa (2008) cuando son contrarios a los esperados, ¿qué sentido tiene obtener cualquier resultado?
- ¿No es precisamente el objetivo buscado por Emoto del experimento del 2008 reducir la subjetividad existente en el experimento del 2006 para hacer más válidos los resultados, contrarrestar las críticas recibidas y poderlos etiquetar de científicos?
- Si en el 2008 los resultados no son válidos, ¿sería inmediato derivar que los del 2006 aún lo son menos, y que todo lo dicho sobre los mismos carece de validez?
- ¿Por qué se dieron como válidos los del 2006 y una mejora en la calidad del experimento lleva a resultados inválidos que no se pueden interpretar adecuadamente?
- ¿Por qué los autores no intentan explicar los resultados obtenidos permaneciendo dentro del marco científico en el que han entrado para obtenerlos, como haría el resto de los investigadores que han diseñado un experimento, y acuden a otras justificaciones en otros ámbitos evadiendo la explicación dentro del marco en el que han desarrollado todo su experimento hasta el momento?

Esta explicación, atribuyendo los resultados a eventos no verificables, ya se ha aplicado otras veces a casos similares. Una homeópata de Reino Unido, Liz Miller, afirmó categóricamente que dado que Emoto había demostrado que el agua cambia con el pensamiento, habría sido indudablemente el pensamiento de los investigadores contrarios a las tesis de la homeopatía en el famoso vídeo "El fraude de la Homeopatía: La prueba ", de la BBC, lo que habría influenciado al agua para comportarse de una manera que probara las tesis de la ciencia. Puede verse la mención en (https://web.archive.org/web/20070323003419/http://www.randi.org/jr/052303.html) .I think you will be amazed at the pictures on "www.mercola.com/2002/may/8/prayer.htm". They show that as in homeopathy, water can take on energy from our thoughts. This proves that in the BBC program on homeopathy, Mr. Randi's thoughts could have influenced the outcome. La similitud con la afirmación Radin-Emoto de que hay sugestiones incontrolables para explicar el fracaso del experimento de 2008 es idéntica. Fue publicado en 2003, antes de los experimentos de Emoto.
Por otro lado, la enumeración de supuestos grados de libertad que podrían influir en los resultados mediante mecanismos no verificables denominados "sugestiones no intencionadas" implica un problema grave. Esta justificación parece indicar que la aleatoriedad y las estadísticas sobre grandes grupos de muestras no son una práctica fiable de obtención de conclusiones en este tipo de experimentos. Siempre habrá posibilidad de "sugestiones no intencionadas" por mucho que intentemos ser perfectamente neutrales y transparentes en el diseño del experimento. Lo cual lleva al problema de que en la opinión de los autores de la justificación, el método generalmente aceptado por la ciencia para obtener conclusiones sobre este tipo de experimentos no es de aplicación. La ciencia vería como garantías la aleatoriedad en todas las elecciones mencionadas y cualquier mejora en dicha aleatoriedad. Multiplicar por 100 todos los parámetros del experimento (número de botellas, número de participantes, número de fotos, número de algoritmos de medida de contraste, etc). Pero sus autores podrían opinar, como ya han hecho, que estas medidas tomadas para disminuir la subjetividad en realidad no tienen influencia y el experimento se podría encontrarse igualmente contaminado por "sugestiones no intencionadas" imposibles de eliminar. Esto constituye una diferencia conceptual absoluta con los postulados del método científico.
No se ha aportado por tanto ninguna respuesta satisfactoria del Sr. Emoto a la total incoherencia de resultados entre dos experimentos idénticos excepto en el procedimiento de obtención de fotografías. La selección humana de imágenes por un fotógrafo contratado dentro del equipo de Emoto obtiene unos resultados que apoyan sus tesis y la selección mecánica siempre igual (que su propia teoría indica que debería comportarse de la misma manera) otros completamente opuestos.
Mientras tanto, el Sr. Emoto siguió difundiendo sus ideas como si el experimento del 2008 no existiera, ni fuese de público conocimiento, y sin asumir las conclusiones del mismo.

## Actividades comerciales y publicitarias
Emoto desarrolla una gran actividad comercial. Si se acepta que el agua mejora de alguna manera mediante sus tratamientos, aunque existen pruebas justamente de lo contrario, se abren perspectivas comerciales muy prometedoras.
El objeto comercial de la empresa del Sr. Emoto son las actividades que crean paz, actividades educacionales, publicación, licencia de negocios, consultoría, trabajo para el bienestar, desarrollo de agua original y todo lo que ayude a la paz del mundo. (Peace‐creating activities, educational activities, publishing, licensing business, consulting, welfare work, development of original water, and everything which can help to create a world peace)(https://web.archive.org/web/20100904232311/http://www.masaru-emoto.net/english/e_ome_gaiyo.html)
Por ejemplo, sus métodos podrían diseñar la "mejor" música, poemas, sonidos, palabras, etc para poder tratar el agua de consumo humano, animal o agrícola en ciudades, granjas y campos, la cual se vendería a los responsables de la mejora de las condiciones de las personas, los animales o las cosechas. La comercialización a gran escala en hospitales, por su ayuda en la mejora de la salud, o en empresas en general para la mejora del ánimo o el rendimiento en humanos, animales o plantas sería el paso lógico si se consiguiese convencer a la población de que tiene propiedades beneficiosas. Hasta ahora solo se conocen actividades de venta a individuos o organizaciones que creen sus teorías, no a estados, mutinacionales o grandes grupos que requieren pruebas confirmadas antes de adoptar decisiones.
Emoto ha intentado dos veces sin éxito obtener un contrato con el gobierno japonés por el cual se le pagaría para que monitorizase constantemente el agua de manantiales con sus técnicas y ayudase a predecir terremotos. En sus mensajes de blog a sus creyentes ha explicitado que cree que el agua nos avisa mediante los cristales de hielo de si se va a convertir en un tsunami, un terremoto o una tormenta (http://www.mauinews.com/page/content.detail/id/5970.html).
Emoto comercializa agua tratada por un método propio denominada agua "hexagonal", "ortogonal" o en otras ocasiones agua "Hado" que tiene la característica de generar más agua de ese tipo al mezclarse con agua "normal". En el pasado también comercializó "agua Indigo", "geométricamente perfecta" que es un "concentrado altamente cargado hexagonalmente". También supuestamente Emoto crea y vendió "agua estructurada" que es "más fácilmente asimilable a nivel celular", por 35$ la botella de 225cc (precio de 2006).
También en Europa, Emoto comercializa ACQUA LISSA, un tipo de agua embotellada. También promociona la venta de sus libros en donde explica cómo fabricar agua "Hado" a partir de agua mineral.
Sandy Fox y Lex Lang, creyentes en las teorías de Emoto, e instructores "Hado" venden agua "H20m". La empresa fue creada tras leer "The Miracle of Water ~ Send your Blessings into the World" de Emoto y ver la película “What the Bleep Do We Know!?”. Es agua embotellada de manantial y purificada posteriormente. Lo primero es la frecuencia vibracional de su etiqueta. El uso de palabras, símbolos y colores en su etiqueta. Cada botella contiene el símbolo del "Om" absoluto. También contiene la palabra vibratoria "Amor" o "Salud Perfecta" escritas en la etiqueta en muchos de los lenguajes mundiales. Una vibración específica de color ha sido escogida para cada botella y este color se coordina con el chakra correspondiente. (http://www.h2omwater.com/index.php?option=com_content&view=article&id=48&Itemid=62). Diversos famosos como Darryl Hanna, Jenny McCarthy y Ed Begley aparecen en el marketing de H20m como consumidores.
Emoto comercializa un sistema de instrucción en el que los alumnos alcanzan diversos niveles de instructor "Hado" (http://www.masaru-emoto.net/spanish/sindex.html#1123 Archivado el 24 de agosto de 2010 en Wayback Machine.).
Realiza numerosos seminarios en diversos lugares del mundo invitado por organizaciones próximas a sus postulados. Ha visitado numerosos países difundiendo sus ideas. Por ejemplo reunió a 700 personas en Orense, España (famosa por sus termas naturales ya usadas por los romanos) y el alcalde de esta ciudad abrió su charla. En Barcelona tuvo un éxito aún mayor en 2006 (https://web.archive.org/web/20111018110026/http://www.masaru-emoto.net/english/ediary200609.html#0914).
Emoto franquicia por un precio su sistema de investigación del agua a personas interesadas en realizar lo que él hace en otros lugares del mundo (https://web.archive.org/web/20100817154913/http://www.masaru-emoto.net/english/e_ome_jigyo.html).
También vende objetos como camisetas, cristalerías, pegatinas, discos de música, objetos de biogeometría, etc realizados con sus fotografías o relacionados con sus investigaciones, directamente o licenciándolos a terceras empresas (https://web.archive.org/web/20100816180600/http://www.masaru-emoto.net/english/emotolabel/water_songs.html, https://web.archive.org/web/20100823192300/http://www.masaru-emoto.net/english/emotolabel/anusara.html, etc).
Vende WATERSTAR, un recipiente para contener el agua de beber en la mesa que armoniza el agua. En su base de cristal se encuentran incrustadas varias piedras semipreciosas.
Vende EMO, una pieza de acero inoxidable y oro que "limpia el agua de sus memorias, la reconecta con su frecuencia vibracional original y la carga con nuevas frecuencias. Esas nuevas frecuencias resonarán en todos aquellos que entren en contacto con el agua que sale del EMO, actuando en sus cuerpos energético, mental, emocional y físico. Con EMO estamos desarrollando por primera vez una tecnología que nos ha sido dada". (http://www.hado-life-europe.com/english/000001985b0ce1e49/0000009a26102bb0d/index.html)
Vende Quellvital Water System, un sistema de filtrado de agua que hace filtrado molecular y aplica la teoría de vórtices. (http://www.hado-life-europe.com/english/000001985b0ce1e49/0000009d860761905/index.html)
Vende Loriana Music, un tipo de música que crea "campos uniformes de ondas sonoras que envían información revitalizante al agua"
Vende Debajal, una especie de tubo con palabras agradables escritas en su exterior en varios idiomas que mejora el agua gracias a su doble sistema de rosca que crea remolinos en el agua. (http://www.hado-life-europe.com/english/000001985b0ce1e49/000001985b0d05055/index.html)
Vende RH4 System, un sistema energético basado en los descubrimientos de Emoto (http://www.hado-life-europe.com/english/000001985b0ce1e49/0000009adb0ba6530/index.html)
Vende Ruth & Johann system, algo parecido a unos pequeños tubos de diversos metales que mejoran el agua.
Esta es una enumeración limitada de las actividades comerciales basada solo en los productos o servicios que se ofertan en los sitios web relacionados directamente con el Sr. Emoto y es esperable que existan muchas otras no conocidas porque no hayan fructificado o no las haya difundido.
Hado se define según Emoto como "El patrón vibracional intrínseco a nivel atómico de toda materia" ("The intrinsic vibrational pattern at the atomic level in all matter.") y es realmente un concepto y una marca propia de Emoto para etiquetar sus actividades. Hay otro concepto en desarrollo denominado "hydro homepatía" dentro del sitio web de Hado en EE. UU.
En agosto de 2010 varios sitios comerciales web del Sr. Emoto como www.hado.net (El mundo del agua y sede de la escuela de instructores Hado) y http://www.emotoproject.org/ (Proyecto de paz mundial de Emoto por el que Emoto desea suministrar a todos los niños del planeta un libro creado por él sobre sus experiencias con el agua) se encontraban suspendidos. El contenido de http://www.emotoproject.org se habría trasladado a un hospedaje gratuito (https://web.archive.org/web/20100913024205/http://www.geocities.jp/emotoproject/) para mantener en línea los contenidos promocionales para niños en múltiples idiomas, en forma de cuento, y poder permitir a los padres simpatizantes la explicación de sus teorías a grupos de niños. Los sitios web de Europa y EE. UU. seguían activos (http://www.hado-life-europe.com/, http://www.hadousa.com/).
=

## Fallecimiento
Emoto falleció el 17 de octubre de 2014 en Tokio a la edad de 71 años.